# KPQM 2006
KPQM 2006 (KV Praxis Qualitätsmanagement) ist das von der Kassenärztlichen Vereinigung Westfalen-Lippe entwickelte QM-System für Ärzte und Psychotherapeuten. Hintergrund sind die Vorschriften des Sozialgesetzbuchs (§ 135a SGB V), wonach alle für die vertragsärztliche Versorgung zugelassenen Ärzte (früher sog. Kassenärzte) und Vertragspsychotherapeuten verpflichtet sind, ein Qualitätsmanagement einzuführen und weiterzuentwickeln.

## Entwicklung
Um die Verpflichtung aus dem Sozialgesetzbuch für alle Vertragsärzte bzw. Vertragspsychotherapeuten umsetzbar zu machen, hat eine Arbeitsgruppe der zur Kassenärztlichen Vereinigung Westfalen-Lippe zugehörigen Ärzte ein Qualitätsmanagementsystem entwickelt. Eckpunkte für diese Entwicklung waren, einerseits die Orientierung an bestehenden Qualitätsmanagementsystemen, insbesondere DIN EN ISO 9000, andererseits der Umstand, dass die Tätigkeit eines Vertragsarztes bzw. Vertragspsychotherapeuten durch umfangreiche Instrumentarien bereits qualitätsgesichert wird. KPQM 2006 sollte darüber hinaus die Anforderungen erfüllen, die der Gemeinsame Bundesausschuss in der Richtlinie „Qualitätsmanagement“ verbindlich für alle Vertragsärzte und Vertragspsychotherapeuten festgelegt hat.

## Philosophie des KPQM 2006
KPQM 2006 ist ein prozessorientiertes Qualitätsmanagement, d. h. die in der Praxis des Vertragsarztes bzw. Vertragspsychotherapeuten vorherrschenden Prozesse werden analysiert, im Sinne einer effektiven und auf die Patientensicherheit ausgerichteten Versorgung modelliert und dann in Form von Arbeitsanweisungen und Ablaufdiagrammen dokumentiert. Dies betrifft sämtliche Arbeitsbereiche einer Praxis, d. h. nicht nur die Patientenversorgung, sondern auch die Administration und die Mitarbeiterführung.
Das Qualitätsmanagement soll hierbei, um Redundanzen zu vermeiden, die bestehenden Qualitätssicherungsinstrumentarien der Struktur-, Prozess- und Ergebnisqualität einschließen.
Alle Prozesse einer Praxis sollen ausgerichtet werden an einer Qualitätspolitik und an in regelmäßigem Turnus zu überprüfenden Qualitätszielen (Philosophie des Kontinuierlichen Verbesserungsprozess).

## Zertifizierung
KPQM 2006 bietet die Möglichkeit, extern überprüfen zu lassen, ob das Qualitätsmanagementsystem der Vertragspraxis den Regularien des KPQM 2006 entspricht und die Praxis qualitätsmanagementgerecht geführt wird. Hierüber stellen Zertifizierungsunternehmen nach eingehender Prüfung des Qualitätshandbuchs und persönlicher Inaugenscheinnahme der Praxis ein Zertifikat aus, welches in der Regel eine Gültigkeit von drei Jahren hat.